# Lance Hayward
Lance Hayward (* 17. Juni 1916 in Point Bermuda; † 9. November 1991 in New York City) war ein bermudischer Jazzpianist.
Hayward, der von Kindheit an blind war, erhielt nur eine rudimentäre Schulbildung. Im Alter von 13 Jahren schickten ihn seine Eltern auf eine Blindenschule in Massachusetts, wo er sowohl Bücher- wie Notenlesen in Brailleschrift erlernte. Nach seiner Rückkehr nach Bermudas begann er seine Karriere als Berufsmusiker in Kirchen und wurde dann durch Auftritte in den Nachtclubs der Insel bekannt, wo er auch gastierende Künstler wie Carmen McRae oder Marvin Gaye begleitete. Sein Debütalbum At the Half Moon Hotel von 1959 war das erste Album, das auf Chris Blackwells Plattenlabel Island Records veröffentlicht wurde.
Autodidaktisch beschäftigte sich Hayward mit Jazz und wurde später einer der bekanntesten Jazzmusiker Bermudas, der ab Mitte der 1960er Jahre in New York lebte und in den dortigen Jazzclubs konzertierte, wie im West Boondock, Jacques-in-the-Village und im Village Corner, wo er ein 16 Jahre währendes Engagement hatte. Er gründete auch den Begleitchor Lance Hayward Singers, der Musik von Johann Sebastian Bach bis Duke Ellington und auch Haywards eigene Arrangements interpretierte. Hayward lebte bis zu seinem Tod im November 1991 in den Vereinigten Staaten.

Lance Hayward ist Vater des Abgeordneten und Journalisten Stuart Hayward.

## Diskografie (Auswahl)
- 1959: Lance Haywood at the Half Moon Hotel, Montego Bay feat. Ernest Ranglin on Side 2 (Island CB21)
- 1984: A Closer Walk
- 1987: Killing Me Softly (Island)
- 1987: Hayward and Hinton, mit Milt Hinton